# Omegna (cognome)
Omegna è un cognome di lingua italiana.

## Varianti
Il cognome non presenta varianti.

## Origine e diffusione
Il cognome è tipicamente lombardo e piemontese.
Potrebbe derivare dal toponimo Omegna.